# B-Tuning Pro Racing Team
B-Tuning Pro Racing Team — российская автогоночная команда, одна из самых известных в серии РСКГ, главном турнире страны по кольцевым гонкам. Единственный коллектив, который был представлен (самостоятельно или как оказывающий техническую поддержку) во всех пяти основных классах современных российских кольцевых гонок («Туринг», «Супер-Продакшн», «Туринг-Лайт», «Национальный»/S1600, «Национальный-Юниор»/S1600 Юниор), а также первый коллектив в стране, в составе которого на старт официальных российских соревнований выходил экс-пилот Формулы-1 (Мика Сало). В активе B-Tuning Pro Racing Team есть победы как в национальных соревнованиях, так и в международных, проводившихся за пределами Российской Федерации.

## История команды
Команда была создана в 1998 году московским гонщиком и бизнесменом Андреем Севастьяновым, двукратным чемпионом России по ралли, бронзовым призёром чемпионата и кубка России по кольцевым гонкам. Первоначально коллектив носил название «СТК Билкон», которое позже трансформировалось в B-Tuning. Первые несколько лет команда участвовала в российских соревнованиях только периодически, это было связано с началом формирования собственного бизнеса, связанного с тюнингом, ремонтом и обслуживанием легковых автомобилей, у руководителя команды.

### 2003-2007
Полноценный дебют в «российском кольце» состоялся в 2003 году. Выбор пал на довольно популярный в то время «Кубок Лада», в котором все стартовали на практически одинаковых и относительно доступных ВАЗ 2112-37. Равные условия позволяли проявить своё мастерство без преимущества в технике, расходы находились на приемлемом уровне, а отсюда и большое число участников на старте. В своём дебютном сезоне самому Андрею Севастьянову удалось войти в «первую десятку» турнира. А уже на следующий год он стал одним из фаворитов, и бронзовым призёром кубка. В 2004 году B-Tuning оказывала техническую поддержку команде WellRun Motorsport, Андрей Севастьянов вместе с Михаилом Засадычем смогли завоевать второе место в командном зачёте. Также за этот коллектив в том сезоне выступал известный певец Максим Покровский, лидер группы «Ногу свело!». Вместе с пилотами команды впервые на старт соревнований вышли Тимур Садрединов и Дмитрий Добровольский, оба в дальнейшем продолжили успешную карьеру в автомобильном спорте, и в кольцевых гонках в частности.
В сезоне 2005 за B-Tuning, в чемпионате России по автомобильным кольцевым гонкам, в классах «Кубок LADA» и «Супер-продакшн» выступали Андрей Севастьянов, Дмитрий Закиев, и начинающий пилот Сергей Борисов, воспитанник Севастьянова. В 2006-м в состав влились ещё два пилота, Павел Сизов и Дмитрий Дутов. В этом же году при поддержке команды в гонках дебютировала женщина-пилот и по совместительству пресс-секретарь команды Олеся Колесникова. Гонщики коллектива приняли участие в чемпионате России по автомобильным кольцевым гонкам в классе «Туринг-Лайт», Кубке России «Кубок LADA», Кубке РАФ в зачётной группе «Национальный» и первенстве АвтоВАЗа «LADA Калина». Лучшим результатом стало пятое итоговое место Андрея Севастьянова в «Кубке LADA».
В 2007-м Севастьянов стартовал в двух классах. В «Национальном» на ВАЗ 2112-37 он смог выиграть финальный этап турнира. А в классе «Туринг-Лайт» Андрей участвовал на «Лада Калина», которую подготовила одна из российских частных команд, при активном участии Александра Дмитриевича Никоненко, известного автогонщика, на тот момент работавшего начальником управления форсированных испытаний автомобилей серийного производства (УФИАСП АВТОВАЗ). Также в 2007 году руководитель B-Tuning пробовал свои силы в зарубежных соревнованиях. В начале года Андрей Севастьянов выступил в качестве механика заводской команды «Москва-ЗИЛ» на ралли-марафоне «Лиссабон-Дакар». А осенью он участвовал в двух финальных этапах чемпионата Германии VLN по автомобильным кольцевым гонкам. И во время гонки на трассе «Нюрбургринг», смог завоевать второе место в своём классе, на автомобиле  SEAT Leon 1.8T в экипаже с Михаилом Засадычем и Олегом Квитка.

### 2008-2012
В 2008-м B-Tuning занималась подготовкой автомобиля и сопровождением Александра Новичкова, выступавшего на Honda Civic кубке России по кольцевым гонкам в классе Супер-продакшн. Перед финальным этапом проходившем на трассе Дмитровского полигона, Новичков получил травму, и заменивший его Андрей Севастьянов смог сходу выиграть свою дебютную гонку в данном зачёте.
В 2009-2010 годах коллектив продолжил оказывать техническую поддержку различным пилотам. В частности, в 2010 году Тимур Садрединов смог стать победителем традиционной Гонки Звёзд на призы журнала «За рулём». И для выхода в суперфинал (где все стартовали на одинаковых машинах) он использовал Citroen Saxo VTS подготовленный компанией B-Tuning.
В сезонах 2011 и 2012 годов в турнире Кубок LADA Granta команда осуществляла техническую поддержку коллективу Aeroexpress Racing Team, в составе Рустама Акиниязова и братьев Михаила и Юрия Лободы. В итоге братья Лобода дважды смогли завоевать награды в личном зачете Кубка LADA Granta (бронзовые в 2011-м и серебряные в 2012-м), а дуэт Рустам Акиниязов/Борис Шульмейстер в сезоне-2012 стали третьими призёрами Кубка России в категории «Лада Гранта».
Кроме того, в 2012-м коллектив приобрёл три автомобиля SEAT Leon Supercopa для стартов в топовой категории «Туринг». Артём Ерёмин и Андрей Николаев заняли четвёртое и шестое место в чемпионате России, а пятым стал Михаил Степанов, выступавший при технической поддержке B-Tuning. Также они заняли первые три места в моноклассе «SEAT Supercopa».

### 2013
Весной 2013 года, команда B-Tuning объединив усилия с коллективом «Академия ралли», запустили проект по подготовке автомобилей Volkswagen Polo пятого поколения для выступлений в чемпионате России по кольцевым гонкам в классе «Туринг-Лайт». Автомобили изначально готовились в Чехии, путём переделки из раллийной версии, с учётом пожеланий команд B-Tuning и «Академия ралли». Спортивный дебют автомобиля состоялся в том же сезоне. Андрей Севастьянов провёл за рулём новинки полный сезон, став бронзовым призёром чемпионата России, и выиграв пять заездов из четырнадцати (ещё двух побед он был лишён из-за спорных дисквалификаций). При этом в четырёх гонках Андрей выступал на раллийной версии машины, пока кольцевой вариант авто не был изготовлен. Характеристики Volkswagen Polo Mk5 и его надёжность устроили руководителей проекта, и было решено в дальнейшем уже самостоятельно строить такие же машины на базе коллектива «Академия ралли». Они стали доступны для российских автогонщиков, как для приобретения в личное пользование, так и для спортивной аренды (с техническим обслуживанием команды B-Tuning). С тех пор за рулём данной версии Volkswagen Polo Mk5 на этапах РСКГ (2014-2019) стартовало более 20 разных пилотов — что является рекордным показателем в данной зачётной категории.
В классе «Туринг» серии RRC было представлено четыре пилота, вместо Артёма Ерёмина появился Станислав Минский, а белорусский пилот Борис Лукомский выступал в РСКГ вне зачёта. По итогам сезона лучший результат в этой категории показал Михаил Степанов — пятое место.

### 2014
В 2014-м главный кольцевой турнир страны поменял промоутера и стал называться Российская серия кольцевых гонок, при этом количество этапов, классы машин и трассы практически не изменились. Перед стартом сезона был опробован ещё один совместный проект команд B-Tuning и «Академия ралли», теперь уже для самого массового класса «Национальный». Они решили подготовить спортивный автомобиль на базе популярного седана Volkswagen Polo. В течение весны 2014-го проводилась интенсивная подготовка, Андрей Севастьянов выступил пилотом-испытателем данного автомобиля, проехав в общей сложности более 1800 кругов (эквивалент 5-6 лет гоночной эксплуатации) по трассе «Смоленское кольцо» в гоночном режиме, максимально испытав ресурс и износостойкость новой машины. Также он определял, совместно с Антоной Захаровым и представителями «Академии ралли», что именно надо доработать и улучшить в новинке, чтобы можно было бороться за высокие места в своём зачёте. Это имело далеко идущие последствия, потому-что в итоге Volkswagen Polo Sedan установил рекорд РСКГ по числу произведённых машин одной модели для данной гоночной серии. Всего с 2013 года было подготовлено более 26 спортивных авто для зачётов «Национальный» и «Национальный-Юниор». Ни один другой производитель не построил для российского кольцевого первенства столько новых спортивных автомобилей за данный временной период (более массовые LADA Kalina использовались по большей части предыдущих лет выпуска).
«Фольксвагены Поло», построенные совместными усилиями B-Tuning и «Академия ралли», непосредственно в 2014-м году не позволили своим пилотам войти в число призёров РСКГ, несмотря на хорошее количественное представительство (по четыре машины в двух классах), требовалось время для доведения моделей до необходимых гоночных кондиций. А в последующем, на различных версиях Volkswagen Polo были выиграны чемпионаты и кубки страны во всех трёх классах, где использовалась данные модели («Туринг-Лайт», «Национальный», «Национальный-Юниор»). Более того, с 2018 года в классе «Национальный-Юниор» Polo Sedan стал основным автомобилем. Команда B-Tuning с 2014 года в этих трёх зачётных категориях использует различные версии VW Polo пятого поколения (единственное исключение, участие пилота на Kia Rio в сезоне 2019).
Лучшим в личном зачёте в течение 2014-го вновь стал Андрей Севастьянов, он по-прежнему входил в число лидеров класса «Туринг-Лайт», одержал четыре победы в шестнадцати заездах, только ряд сходов и столкновений с соперниками не позволили ему войти в тройку призёров чемпионата России. B-Tuning заняла третье место в командном зачёте класса. На московском этапе данный коллектив вывел на старт соревнования сразу 11 автомобилей в трёх разных классах, что до сих пор остается рекордом по количеству пилотов в одном соревновании для частных команд (в «Туринге» стартовали Станислав Минский, Михаил Степанов, Андрей Николаев, Андрей Савицкий, в «Туринг-Лайте» — Андрей Севастьянов, Дмитрий Калужский, Сергей Касаткин, в «Национальном» Максим Белоцкий, Татьяна Елисеева, Александр Масленников и Антон Захаров).
Ещё одно важное начинание 2014 года, в сотрудничестве «Академии ралли» (предоставление автомобиля), команды B-Tuning (техническая поддержка) и интернет-портала «Мотор» (информационное освещение) был запущен проект «Народный пилот» (существовавший до 2018 года). Суть конкурса сводилась к отбору лучшего гонщика из числа кандидатов — молодых спортсменов-любителей, которые получали право выступить в нескольких этапах Кубка России по кольцевым гонкам в классе «Национальный» за рулём спортивного Volkswagen Polo Sedan. Эта программа позволила проявить себя целому ряду талантливых молодых пилотов, в частности, Иван Костюков смог стать с первой попытки бронзовым призёром кубка страны 2016 года в классе «Национальный». А непосредственно в 2014 году первым «Народным пилотом» стал Максим Белоцкий. Он принял участие в пяти раундах турнира в составе B-Tuning. На одном из этапов показал сенсационное второе время в квалификации. Стартовав в десяти заездах, финишировал семь раз на 4-8 местах, что является отличным показателем для дебютанта турнира. Также в составе команды дебютировала Татьяна Елисеева — первая женщина-пилот в Российской серии кольцевых гонок. По окончании сезона был проведён конкурс на звание «Лучшего механика РСКГ», победителем которого стал Евгений Омелин из B-Tuning.
Осенью произошло важнейшее событие в истории российского автоспорта, впервые в стране был построен автодром первой категории, способный принимать этап чемпионата мира по шоссейно-кольцевым автомобильным гонкам класса Формула-1. Церемония официального открытия Сочи Автодрома состоялась 20 сентября. Коллектив B-Tuning стал участником торжественного мероприятия. Андрей Севастьянов, Антон Захаров и Михаил Кривоспицкий представили официальным лицам, во главе с премьер-министром РФ Дмитрием Медведевым, технику характерную для серии РСКГ: три вида боевых автомобилей команды – SEAT Leon Supercopa класса «Туринг», хетчбэк VW Polo класса «Туринг-Лайт» и Volkswagen Polo Sedan класса «Национальный», а также продемонстрировали их в движении.

### 2015
Сезон 2015 Российской серии кольцевых гонок получил нововведение в виде класса «Национальный-Юниор», в котором стали выступать юные гонщики не достигшие совершеннолетия. В составе команды B-Tuning в новом зачёте выступил 14-летний Глеб Кузнецов на Volkswagen Polo Sedan, воспитанник Антона Захарова. И он смог стать первым победителем первенства России в данной категории, с огромным отрывом от соперников. Во всех десяти гонках Глеб финишировал на подиуме, семь из которых выиграл.
В классе «Туринг-Лайт» за команду стартовали три пилота на Volkswagen Polo Mk5: Андрей Николаев и Андрей Севастьянов заняли 4 и 6 места в чемпионате России, коллектив стал вторым в командном зачёте. В категории «Национальный» успехи гонщиков команды за рулём седанов Volkswagen Polo были скромнее, и лучший результат по итогам года показал победитель проекта «Народный пилот» Игорь Самсонов, занявший 11 место. Тем не менее, во время финального этапа турнира B-Tuning оказалась в центре внимания автоспортивной общественности не только России, но и далеко за её пределами. Это было связано с дебютом в её рядах экс-пилота Формулы-1 Мика Сало. Финскому гонщику удалось хорошо проявить себя на этапе РСКГ, он был в лидерах обоих заездов этапа, хотя в первом сошёл, но смог подняться на третье призовое место в воскресной гонке. Это первый случай в истории российского автоспорта, когда участие в официальном гоночном турнире страны принял экс-пилот Формулы-1.

### 2016
В сезоне 2016 представители B-Tuning выступили в трёх классах РСКГ: «Туринг», «Туринг-Лайт» и «Национальный». Наибольшего успеха в личном зачёте достиг Денис Булатов, ставший бронзовым призёром в «Туринг-Лайте». А в классе «Национальный» на третьем месте в кубке России расположился «Народный пилот» Иван Костюков, он выступал за коллектив «Академия ралли», при технической поддержке команды B-Tuning. В этом же году в классе «Туринг-Лайт» в составе команды дебютировали в РСКГ Тимур Богуславский (в будущем призёр «Серебряного кубка» в Blancpain GT Series Endurance Cup 2019), которому удалось лидировать в заезде уже во время своего дебютного гоночного уикенда на Сочи Автодроме, а также Клим Гаврилов (в будущем победитель заездов в классе «Туринг» в рамках первых всемирных автоспортивных игр (2019)). В командном зачёте B-Tuning впервые одержала итоговую победу в одном из классов — «Национальном», а также стала второй в «Туринг-Лайте».

### 2017
Насыщенным для команды стал 2017-й год, когда она получила новое название — B-Tuning Pro Racing Team. В классе «Туринг-Лайт» Российской серии кольцевых гонок дебютировали сразу два гоночных коллектива от крупной российской автоспортивной программы SMP Racing, поддерживаемой СМП Банком, в качестве технического партнёра выбор пал на B-Tuning Pro Racing Team. Сразу семь разных пилотов оказывались за рулём Volkswagen Polo в составе SMP Racing и SMP Power, и одному из них — Денису Булатову, удалось стать чемпионом России. Кроме этого, непосредственно команда B-Tuning Pro Racing Team была представлена в классах «Национальный» (один гонщик) и «Национальный-Юниор» (четыре гонщика), где лучший результат показал Артемий Лякин — четвёртое место в юниорском зачёте.
С 2017 года в команде B-Tuning Pro Racing Team, благодаря усилиям Андрея Севастьянова, появилось три спортпрототипа модели Radical SR3 RSX, которые предоставляются в спортивную аренду для тренировочных заездов, повышения уровня гоночного мастерства, участия в гонках на выносливость. Тимур Богуславский в составе команды выиграл обе гонки третьего этапа ближневосточного кубка Radical Middle East Cup 2017/2018, а Михаил Степанов стал первым в финальном заезде турнира, проводившегося на трассах ОАЭ.

### 2018
В сезоне 2018 Российской серии кольцевых гонок команда B-Tuning Pro Racing Team решила сосредоточить основные усилия на зачётах с участием седанов Volkswagen Polo класса «Национальный». Так в юниорском первенстве страны сразу четыре несовершеннолетних пилота представляли коллектив «Гоночной академии Антона Захарова», выступавший при технической поддержке B-Tuning Pro Racing Team на протяжении всего сезона. Ещё один юниор добавился на финальном этапе. По ходу турнира три гонщика становились призёрами этапов класса «Национальный-Юниор», в командном зачёте коллективы Захарова заняли второе и четвёртое места. А во взрослой категории «Национальный» за B-Tuning PRO Racing Team приняли участие два пилота, плюс Антон Захаров стартовал на одном из этапов в «Туринг-Лайте», на хетчбэке VW Polo.

### 2019
В 2019 году вновь четыре пилота «Гоночной академии Антона Захарова», выступавшей при технической поддержке B-Tuning Pro Racing Team, стали одними из главных действующих лиц в юниорском первенстве России. Сам класс в этом сезоне получил название «S1600 Юниор», и впервые все его участники выступали только на Volkswagen Polo Sedan, модели которая заняла достойные позиции в Российской серии кольцевых гонок во многом благодаря B-Tuning. По итогам турнира Илья Дощечкин с тремя победами занял второе место, уступив всего 10 очков лидеру. Егор Ганин, Артём Лякин и Дмитрий Галицын заняли 4, 7 и 8 места из 15 участников. Два коллектива, за которые выступали спортсмены, расположились на втором и третьем месте в командном зачёте. В классе «S1600» Антон Переборский выступил на двух стартовых этапах. А в «Туринг-Лайте» Артём Кабаков и Александр Сальников приняли участие за B-Tuning Pro Racing Team в четырёх финальных раундах сезона. Кабаков при этом пять раз поднимался на призовой подиум в восьми заездах, три из которых выиграл.
Кроме того, Антон Захаров представляющий B-Tuning Pro Racing Team, стартовал на спортпрототипе Radical SR3 RSX в двух раундах британского монокубка Radical Challenge. В паре с Амиром Фейзулиным они смогли стать призёрами выездного этапа в бельгийском Спа-Франкоршаме, и победителями этапа в английском Олтон-Парке.

### 2020
В сезоне 2020 года B-Tuning Pro Racing Team вновь оказывала поддержку «Гоночной академии Антона Захарова» в классе «S1600 Юниор» Российской серии кольцевых гонок. Егор Ганин весь год входил в число лидеров первенства и стал вице-чемпионом с десятью подиумами в двенадцати заездах, включая две победы. Также за коллектив стартовали Дмитрий Галицын и Кирилл Захаров, команда заняла второе место в командном зачёте. В классе S1600 за B-Tuning Pro Racing Team на нескольких этапах выступил 17-летний Александр Буйлов, впервые участвовавший во «взрослом» зачёте, и сумевший подняться на призовой подиум уже в дебютном сезоне. А в чемпионате России класса «Туринг-Лайт» весь сезон выходил на старт руководитель команды Андрей Севастьянов, после трёхлетнего перерыва участия в РСКГ. Ему удалось дважды подняться на подиум в заездах и финишировать в топ-6 турнирного зачёта. Также несколько этапов в этом классе за B-Tuning Pro Racing Team провела Татьяна Елисеева.
По окончании российского кольцевого сезона на автодроме Крепость Грозная прошла престижная 4-часовая гонка Akhmat Race, в которой представители B-Tuning Pro Racing Team стартовали в двух классах. Антон Захаров с Константином Татуловым победили в зачете спортпрототипов за рулем Radical SR3 RSX. А в «Туринг-Лайте» Андрей Севастьянов и Кирилл Захаров заняли третье место за рулём VW Polo R2 Mk5.
В декабре команда впервые приняла участие в Кубке России по ледовым автогонкам, в классе 1600. На первом, тольяттинском этапе за команду выступили Андрей Севастьянов, Татьяна Елисеева и Владимир Черевань, который и стал лучшим, заняв шестое итоговое место.

### 2021
В начале зимы 2021 года B-Tuning Pro Racing Team продолжила участие в Кубке России по ледовым автогонкам. Приняла участие во всех пяти этапах в классе 1600 и заняла третье командное место по итогам турнира. Ведущий пилот Евгений Аксаков стал вторым в личном зачёте Кубка, также очки в командную копилку приносили Владимир Черевань, Андрей Севастьянов и Михаил Дралин. Также коллектив впервые принял участие в чемпионате России 2021 года по зимним трековым гонкам, который проводился в один этап, и там также расположился на бронзовой ступени пьедестала (в составе Владимир Шешенин и Андрей Севастьянов). Кроме того, Андрей Севастьянов в феврале смог выиграть свою первую зимнюю гонку, победив в гонке класса 1600 на Центральном московском ипподроме, в рамках заездов автомобильного фестиваля «Кросс-ипподром».

## Фотогалерея
- Экипаж B-Tuning Pro Racing Team на Radical SR3 RSX в гонке Akhmat Race-2020
- Александр Буйлов №4 на этапе РСКГ-2020, трасса Игора Драйв
- Кирилл Захаров, Антон Захаров и Андрей Севастьянов призёры Akhmat Race-2020
- Владимир Шешенин №11 на чемпионате России 2021 по зимним трековым гонкам
- Владимир Черевань, Андрей Севастьянов на подиуме «Кросс-ипподрома», 2021 год
- Андрей Севастьянов №83 на этапе РСКГ-2020, трасса Казань Ринг

## Общественная автоспортивная деятельность
В сотрудничестве «Академии ралли» (предоставление автомобиля), команды B-Tuning (техническая поддержка) и интернет-портала «Мотор» (информационное освещение) был запущен проект «Народный пилот» (существовавший до 2018 года). Суть конкурса сводилась к отбору лучшего гонщика из числа кандидатов — молодых спортсменов-любителей, которые получали право выступить в нескольких этапах Кубка России по кольцевым гонкам в классе «Национальный» за рулём спортивного Volkswagen Polo Sedan. Эта программа позволила проявить себя целому ряду талантливых молодых пилотов, в частности, Иван Костюков смог стать с первой попытки бронзовым призёром кубка страны 2016 года в классе «Национальный».
B-Tuning проводит мастер-классы для начинающих автоспортсменов и пилотов любительских серий. Регулярно участвуют в различных промоакциях в качестве приглашённых гостей, на крупных городских мероприятиях, таких как День города Москва, на шоу Российской серии кольцевых гонок в различных городах, на столичном фестивале «Дорога – жизнь», посвященном безопасности дорожного движения и других. Часто оказывается в центре внимания в репортажах об автоспорте, автосоревнованиях, для телеканалов и интернет-сми. Представители команды неоднократно приглашались ведущими изданиями и телепередачами для проведения профессиональных тест-драйвов автомобилей. Когда в 2014 году в Сочи проводилось официальное открытие крупнейшего в стране автодрома, единственного принимающего этапы чемпионата мира по гонкам класса Формула-1, то коллектив B-Tuning был одним из тех, кого пригласили представлять Сочи Автодром первым лицам страны и прессе.
Также B-Tuning и её представители неоднократно участвовали в различных авто- и мотошоу и акциях. Например, в рамках Moscow City Racing 2013 года Андрей Севастьянов катал зрителей за рулём спортседана Maserati Quattroporte, а на спортпрототипе Radical SR3 RSX катал участников шоу телеканал НТВ — «Ты супер! Танцы». В рамках Международного авиационно-космического салона МАКС-2017, проходившего на аэродроме в Жуковском Андрей Севастьянов участвовал за рулём гоночного автомобиля SEAT Leon Supercopa команды B-Tuning Pro Racing Team в заезде с реактивным самолётом, истребителем-перехватчиком МиГ-31. Также он принимал участие в качестве каскадёра в съёмках художественного фильма «Легенда № 17», где он находился за рулём грузового автомобиля МАЗ, в который по сценарию врезалась ГАЗ-24 «Волга» главного героя кинокартины (Валерия Харламова).
В 2004 году B-Tuning была награждена правительством Москвы дипломом «За активное участие в формировании цивилизованного потребительского рынка в России».

## Статистика выступлений

### Результаты выступлений в РСКГ
| Легенда к таблице |                                                                    |
| --- | ------------------------------------------------------------------ |
| Расшифровка обозначений и цветов представлена в нижеследующей таблице. |                                                                    |
| \| Пример \| Описание \| \| ------------ \| ------------------------------------------------------------------ \| \| 1 \| Победитель \| \| 2 \| Второе место \| \| 3 \| Третье место \| \| 5 \| Финишировал, заработав очки \| \| Сход \| Не финишировал, но при этом заработал очки \| \| 12 \| Финишировал, не получив очков \| \| НКЛ \| Финишировал, но не попал в финальную классификацию \| \| 15 \| Участвовал вне зачёта, либо по отдельной классификации \| \| 18 \| Не финишировал, но попал в финальную классификацию \| \| Сход \| Не финишировал \| \| НКВ \| Не прошёл квалификацию \| \| НПКВ \| Не прошёл предквалификацию \| \| ДСК \| Дисквалифицирован \| \| ИСК \| Исключён из протокола соревнований \| \| ТТ \| Заявлен для участия только в тренировках \| \| НС \| Участвовал в квалификации, но не стартовал в гонке \| \| Т \| Травмирован или болен \| \| ОТК \| Отказ от участия \| \| НТР \| Прибыл на соревнования, но на трассу не выезжал \| \| НПР \| Был заявлен в числе участников, но не прибыл к началу соревнований \| \| О \| Соревнования отменены \| \| \| Не участвовал \| \| Поул-позиция \| \| \| Быстрый круг \| \| |                                                                    |
| Пример | Описание                                                           |
| 1 | Победитель                                                         |
| 2 | Второе место                                                       |
| 3 | Третье место                                                       |
| 5 | Финишировал, заработав очки                                        |
| Сход | Не финишировал, но при этом заработал очки                         |
| 12 | Финишировал, не получив очков                                      |
| НКЛ | Финишировал, но не попал в финальную классификацию                 |
| 15 | Участвовал вне зачёта, либо по отдельной классификации             |
| 18 | Не финишировал, но попал в финальную классификацию                 |
| Сход | Не финишировал                                                     |
| НКВ | Не прошёл квалификацию                                             |
| НПКВ | Не прошёл предквалификацию                                         |
| ДСК | Дисквалифицирован                                                  |
| ИСК | Исключён из протокола соревнований                                 |
| ТТ | Заявлен для участия только в тренировках                           |
| НС | Участвовал в квалификации, но не стартовал в гонке                 |
| Т | Травмирован или болен                                              |
| ОТК | Отказ от участия                                                   |
| НТР | Прибыл на соревнования, но на трассу не выезжал                    |
| НПР | Был заявлен в числе участников, но не прибыл к началу соревнований |
| О | Соревнования отменены                                              |
| | Не участвовал                                                      |
| Поул-позиция |                                                                    |
| Быстрый круг |                                                                    |

| Год  | Класс              | Команда                                  | Машина              | Номер | Гонщик                | 1    | 2    | 3    | 4    | 5    | 6    | 7    | 8    | 9    | 10   | 11   | 12   | 13   | 14   | 15  | 16   | Очки       | Место |
| 2014 |                    |                                          |                     |       |                       | СМО  | СМО  | МОС  | МОС  | НИЖ  | НИЖ  | КАЗ  | КАЗ  | КАЗ  | КАЗ  | СМО  | СМО  | СОЧ  | СОЧ  | СМО | СМО  |            |       |
| ---- | ------------------ | ---------------------------------------- | ------------------- | ----- | --------------------- | ---- | ---- | ---- | ---- | ---- | ---- | ---- | ---- | ---- | ---- | ---- | ---- | ---- | ---- | --- | ---- | ---------- | ----- |
| 2014 | Туринг             | B-Tuning                                 | SEAT Leon Supercopa | 3     | Андрей Николаев       | 7    | 6    | 7    | 12   | Сход | 4    |      |      |      |      |      |      | 8    | 7    | 6   | 5    | 453        | 8     |
| 2014 | Туринг             | B-Tuning                                 | SEAT Leon Supercopa | 8     | Андрей Савицкий       | 8    | 8    | 8    | Сход |      |      |      |      |      |      | 6    | Сход |      |      |     |      | 184        | 10    |
| 2014 | Туринг             | B-Tuning                                 | SEAT Leon Supercopa | 9     | Станислав Минский     | 9    | 12   | 9    | 8    | 13   | 13   |      |      |      |      |      |      |      |      |     |      | 177        | 11    |
| 2014 | Туринг-Лайт        | B-Tuning                                 | VW Polo R2 Mk5      | 83    | Андрей Севастьянов    | 17   | НС   | 1    | 1    | 22   | 11   | Сход | 25   | 3    | 6    | 1    | 1    | 11   | 3    | 2   | 1    | 979        | 5     |
| 2014 | Туринг-Лайт        | B-Tuning                                 | VW Polo R2 Mk5      | 12    | Дмитрий Калужский     | 5    | Сход | НС   | 7    | 2    | 6    | 6    | 3    | Сход | 4    | 7    | 5    | НС   | НС   | 6   | 2    | 805        | 7     |
| 2014 | Туринг-Лайт        | B-Tuning                                 | VW Polo R2 Mk5      | 16    | Сергей Касаткин       | Сход | НС   |      |      | Сход | 17   | 10   | 6    | 6    | Сход |      |      | 10   | 10   | 9   | 10   | 435        | 10    |
| 2014 | Туринг-Лайт        | B-Tuning                                 | VW Polo R2 Mk5      | 9     | Александр Горбатько   | НКВ  | НКВ  |      |      |      |      |      |      |      |      |      |      |      |      |     |      | -          | -     |
| 2014 | Туринг-Лайт        | B-Tuning                                 | VW Polo R2 Mk5      | 20    | Рустам Акиниязов      |      |      |      |      |      |      |      |      |      |      |      |      | НТР  | НТР  |     |      | -          | -     |
| 2014 | Национальный       | B-Tuning                                 | VW Polo Sedan       | 33    | Максим Белоцкий       | Сход | 4    | НС   | 8    | Сход | 6    | 8    | 5    |      |      | 5    | 6    |      |      |     |      | 383        | 12    |
| 2014 | Национальный       | B-Tuning                                 | VW Polo Sedan       | 74    | Александр Масленников | 9    | 7    | 8    | 15   | Сход | НС   | Сход | Сход | 16   | Сход |      |      | НС   | НС   | 4   | 3    | 284        | 14    |
| 2014 | Национальный       | B-Tuning                                 | VW Polo Sedan       | 34    | Татьяна Елисеева      |      |      | 14   | 14   |      |      | 10   | 8    |      |      |      |      | НС   | НС   | 6   | Сход | 176        | 19    |
| 2014 | Национальный       | B-Tuning                                 | VW Polo Sedan       | 31    | Антон Захаров         |      |      | 12   | Сход |      |      |      |      |      |      |      |      | ДСК  | ДСК  | 7   | 6    | 107        | 24    |
| 2015 |                    |                                          |                     |       |                       | НИЖ  | НИЖ  | СМО  | СМО  | СОЧ  | СОЧ  | КАЗ  | КАЗ  | СМО  | СМО  | МОС  | МОС  | КАЗ  | КАЗ  |     |      | Очки       | Место |
| 2015 | Туринг-Лайт        | B-Tuning                                 | VW Polo R2 Mk5      | 83    | Андрей Николаев       | Сход | 7    | 4    | 2    | 2    | 5    | 6    | 3    | 2    | 3    | 6    | 10   | 3    | 6    |     |      | 165,5      | 4     |
| 2015 | Туринг-Лайт        | B-Tuning                                 | VW Polo R2 Mk5      | 12    | Андрей Севастьянов    | 4    | 10*  | 1    | 4    | 5    | Сход | 3    | 2    | 9    | 5    | 8    | 7    | 9    | 4    |     |      | 132        | 6     |
| 2015 | Туринг-Лайт        | B-Tuning                                 | VW Polo R2 Mk5      | 16    | Сергей Рябов          |      |      |      |      | 7    | 4    | 9    | 4    |      |      |      |      |      |      |     |      | 32         | 12    |
| 2015 | Национальный       | B-Tuning                                 | VW Polo Sedan       | 33    | Игорь Самсонов        | 15   | 12   | 8    | 14   | 2    | 5    | Сход | 12   | 8    | Сход | 16   | 7    | 5    | Сход |     |      | 45,5       | 11    |
| 2015 | Национальный       | B-Tuning                                 | VW Polo Sedan       | 74    | Антон Захаров         |      |      |      |      | 9    | 9    | Сход | Сход | Сход | 18   | 6    | 6    | Сход | ДСК  |     |      | 18         | 16    |
| 2015 | Национальный       | B-Tuning                                 | VW Polo Sedan       | 31    | Максим Бронин         | 17   | 14   |      |      |      |      |      |      |      |      |      |      |      |      |     |      | 0          | 35    |
| 2015 | Национальный       | B-Tuning                                 | VW Polo Sedan       | 31    | Мика Сало[1]          |      |      |      |      |      |      |      |      |      |      |      |      | Сход | 3    |     |      | -          |       |
| 2015 | Национальный       | B-Tuning                                 | ВАЗ 2101            | 34    | Михаил Засадыч        | 12   | Сход | 12   | 17   |      |      |      |      | 14   | 12   | 10   | 11   |      |      |     |      | 1          | 25    |
| 2015 | Национальный-Юниор | B-Tuning                                 | VW Polo Sedan       | 33    | Глеб Кузнецов         | 1    | 1    | 1    | 1    |      |      | 3    | 2    | 1    | 3    |      |      | 1    | 1    |     |      | 129,75     | 1     |
| 2016 |                    |                                          |                     |       |                       | СМО  | СМО  | НИЖ  | НИЖ  | ГРО  | ГРО  | СОЧ  | СОЧ  | МОС  | МОС  | СМО  | СМО  | КАЗ  | КАЗ  |     |      | Очки       | Место |
| 2016 | Туринг             | B-Tuning                                 | SEAT Leon Supercopa | 7     | Олег Харук            |      |      |      |      |      |      | НС   | НС   | НС   | 13   | 15   | 13   | Сход | 17   |     |      | 252        | 9     |
| 2016 | Туринг             | B-Tuning                                 | SEAT Leon Supercopa | 14    | Клим Гаврилов         |      |      |      |      | ДСК  | Сход |      |      |      |      |      |      |      |      |     |      | 0          | -     |
| 2016 | Туринг-Лайт        | B-Tuning                                 | VW Polo R2 Mk5      | 22    | Денис Булатов         | 2    | 5    | 4    | 3    | 7    | 1    | 11   | 5    | 1    | 2    | 7    | 4    | 8    | ДСК  |     |      | 1062       | 3     |
| 2016 | Туринг-Лайт        | B-Tuning                                 | VW Polo R2 Mk5      | 8     | Тимур Богуславский    |      |      |      |      |      |      | 8    | 10   | 5    | 11   |      |      |      |      |     |      | 494 (302)* | 11    |
| 2016 | Туринг-Лайт        | B-Tuning                                 | VW Polo R2 Mk5      | 83    | Андрей Севастьянов    |      |      |      |      | 4    | 10   | 2    | 12   |      |      | 8    | Сход | Сход | Сход |     |      | 402        | 12    |
| 2016 | Туринг-Лайт        | B-Tuning                                 | VW Polo R2 Mk5      | 14    | Клим Гаврилов         |      |      |      |      |      |      |      |      | 7    | 3    | 11   | 8    |      |      |     |      | 318        | 14    |
| 2016 | Туринг-Лайт        | B-Tuning                                 | VW Polo R2 Mk5      | 30    | Андрей Николаев       | 7    | 6    | Сход | 4    |      |      |      |      |      |      |      |      |      |      |     |      | 246        | 16    |
| 2016 | Национальный       | B-Tuning                                 | VW Polo Sedan       | 25    | Глеб Кузнецов         | Сход | 8    | 1    | Сход | 5    | 3    | 3    | 4    | 2    | 16   | Сход | 14   | 13   | 1    |     |      | 844        | 6     |
| 2016 | Национальный       | B-Tuning                                 | VW Polo Sedan       | 33    | Антон Захаров         |      |      |      |      |      |      |      |      |      |      |      |      | 5    | 5    |     |      | 168        | 26    |
| 2016 | Национальный       | B-Tuning                                 | VW Polo Sedan       | 88    | Иван Демух            |      |      |      |      |      |      |      |      |      |      | 6    | Сход |      |      |     |      | 80         | 35    |
| 2016 | Национальный       | Академия ралли[2]                        | VW Polo Sedan       | 55    | Иван Костюков         | Сход | 7    | 3    | Сход | 4    | 1    | 2    | 5    | 4    | 4    | 16   | 1    | 8    | Сход |     |      | 958        | 3     |
| 2017 |                    |                                          |                     |       |                       | ГРО  | ГРО  | СМО  | СМО  | НИЖ  | НИЖ  | КАЗ  | КАЗ  | СМО  | СМО  | МОС  | МОС  | КАЗ  | КАЗ  |     |      | Очки       | Место |
| 2017 | Туринг-Лайт        | SMP Racing[3]                            | VW Polo R2 Mk5      | 22    | Денис Булатов         | 5    | 2    | 7    | НС   | 2    | 5    | 12   | 1    | 4    | Сход | 4    | 2    | 1    | 4    |     |      | 189        | 1     |
| 2017 | Туринг-Лайт        | SMP Racing[3]                            | VW Polo R2 Mk5      | 7     | Алексей Басов         | Сход | Сход | 4    | 4    | 12   | Сход | 2    | 2    | НС   | 5    | 7    | 7    | 2    | Сход |     |      | 120        | 10    |
| 2017 | Туринг-Лайт        | SMP Power[4]                             | VW Polo R2 Mk5      | 10    | Владимир Атоев        | ДСК  | 7    | Сход | 7    | 3    | Сход | 1    | Сход | Сход | 1    | 2    | 6    | Сход | 1    |     |      | 142        | 7     |
| 2017 | Туринг-Лайт        | SMP Power[4]                             | VW Polo R2 Mk5      | 47    | Матевос Исаакян       |      |      |      |      |      |      | 5    | 4    |      |      |      |      |      |      |     |      | 24         | 14    |
| 2017 | Туринг-Лайт        | SMP Power[4]                             | VW Polo R2 Mk5      | 11    | Антон Ладыгин         |      |      |      |      |      |      |      |      |      |      |      |      | 5    | 5    |     |      | 22         | 15    |
| 2017 | Туринг-Лайт        | SMP Power[4]                             | VW Polo R2 Mk5      | 37    | Нерсес Исаакян        |      |      |      |      |      |      |      |      | 9    | Сход | Сход | 8    |      |      |     |      | 15         | 16    |
| 2017 | Туринг-Лайт        | SMP Power[4]                             | VW Polo R2 Mk5      | 72    | Никита Злобин         | 10   | 10   | НС   | НС   |      |      |      |      |      |      |      |      |      |      |     |      | 12         | 17    |
| 2017 | Национальный       | B-Tuning Pro Racing Team                 | VW Polo Sedan       | 33    | Артур Мурадян         | Сход | Сход | 20   | 13   |      |      |      |      |      |      | 17   | 18   |      |      |     |      | 3          | 35    |
| 2017 | Национальный-Юниор | B-Tuning Pro Racing Team                 | VW Polo Sedan       | 33    | Артемий Лякин         | 2    | 11   |      |      | 9    | 2    | 8    | 9    | 5    | 4    |      |      | 3    | 5    |     |      | 119        | 4     |
| 2017 | Национальный-Юниор | B-Tuning Pro Racing Team                 | VW Polo Sedan       | 9     | Алексей Сахаров       | Сход | 8    |      |      | Сход | 6    | 12   | 8    | 4    | 5    |      |      | 2    | 7    |     |      | 83         | 7     |
| 2017 | Национальный-Юниор | B-Tuning Pro Racing Team                 | VW Polo Sedan       | 22    | Илья Дощечкин         | 7    | 4    |      |      | 11   | Сход | 3    | 7    | 11   | НС   |      |      | 4    | 8    |     |      | 79         | 8     |
| 2017 | Национальный-Юниор | B-Tuning Pro Racing Team                 | VW Polo Sedan       | 16    | Никита Александров    |      |      |      |      | 2    | 3    | 9    | 10   |      |      |      |      |      |      |     |      | 49         | 11    |
| 2018 |                    |                                          |                     |       |                       | ГРО  | ГРО  | СМО  | СМО  | НИЖ  | НИЖ  | КАЗ  | КАЗ  | МОС  | МОС  | СОЧ  | СОЧ  | ГРО  | ГРО  |     |      | Очки       | Место |
| 2018 | Туринг-Лайт        | B-Tuning Pro Racing Team                 | VW Polo R2 Mk5      | 22    | Антон Захаров         |      |      |      |      |      |      |      |      | 4    | 4    |      |      |      |      |     |      | 26         | 9     |
| 2018 | Национальный       | B-Tuning Pro Racing Team                 | VW Polo Sedan       | 13    | Александр Масленников | 14   | 15   | 13   | 10   | 8    | Сход | 16   | 8    | 10   | 8    | 5    | 5    |      |      |     |      | 83 (65)*   | 11    |
| 2018 | Национальный       | B-Tuning Pro Racing Team                 | VW Polo Sedan       | 21    | Егор Киряков          | 17   | 13   | 15   | 11   | 11   | 20   | 12   | 9    | 5    | 17   | 14   | 13   |      |      |     |      | 41         | 16    |
| 2018 | Национальный-Юниор | Гоночная академия Антона Захарова[5]     | VW Polo Sedan       | 33    | Артём Лякин           | 5    | 3    | 6    | 6    |      |      | 4    | 4    | 2    | 4    |      |      | 4    | 3    |     |      | 136        | 5     |
| 2018 | Национальный-Юниор | Гоночная академия Антона Захарова[5]     | VW Polo Sedan       | 22    | Илья Дощечкин         | 4    | 6    | 3    | 3    |      |      | 6    | 2    | 4    | 2    |      |      | 9    | 8    |     |      | 134        | 6     |
| 2018 | Национальный-Юниор | Гоночная академия Антона Захарова[5]     | VW Polo Sedan       | 9     | Алексей Сахаров       | 3    | 4    | 4    | 2    |      |      | 8    | 5    | 3    | 5    |      |      | 8    | 5    |     |      | 127        | 7     |
| 2018 | Национальный-Юниор | Гоночная академия Антона Захарова[5]     | VW Polo Sedan       | 21    | Павел Паршутин        | 10   | 10   | 11   | 4    |      |      | 12   | 9    | 7    | 7    |      |      | 5    | 7    |     |      | 79         | 9     |
| 2018 | Национальный-Юниор | Гоночная академия Антона Захарова[5]     | VW Polo Sedan       | 11    | Никита Дубинин        |      |      |      |      |      |      |      |      |      |      |      |      | 13   | 12   |     |      | 7          | 16    |
| 2019 |                    |                                          |                     |       |                       | ГРО  | ГРО  | НИЖ  | НИЖ  | СМО  | СМО  | КАЗ  | КАЗ  | АДМ  | АДМ  | МОС  | МОС  | СОЧ  | СОЧ  |     |      | Очки       | Место |
| 2019 | Туринг-Лайт        | B-Tuning Pro Racing Team                 | Hyundai Solaris     | 7     | Александр Сальников   |      |      |      |      |      |      | 5    | 3    | 4    | 4    | 8    | 7    | НС   | 4    |     |      | 152 (91)*  | 5     |
| 2019 | Туринг-Лайт        | B-Tuning Pro Racing Team                 | VW Polo R2 Mk5      | 21    | Артём Кабаков         |      |      |      |      |      |      | 2    | Сход | 1    | 6    | 4    | 1    | 1    | 2    |     |      | 143        | 6     |
| 2019 | S1600              | B-Tuning Pro Racing Team                 | VW Polo Sedan       | 13    | Антон Переборский     | 7    | 7    | 6    | 4    |      |      |      |      |      |      |      |      |      |      |     |      | 41         | 13    |
| 2019 | S1600-Юниор        | Гоночная академия Антона Захарова - 2[5] | VW Polo Sedan       | 22    | Илья Дощечкинн        | 1    | 9    | 2    | 1    |      |      | 6    | 1    |      |      | 8    | 4    | 2    | 5    |     |      | 165        | 2     |
| 2019 | S1600-Юниор        | Гоночная академия Антона Захарова - 2[5] | VW Polo Sedan       | 7     | Дмитрий Галицын       | 10   | 10   | 7    | 7    |      |      | 8    | 5    |      |      | 9    | 7    | 7    | 8    |     |      | 82         | 8     |
| 2019 | S1600-Юниор        | Гоночная академия Антона Захарова[5]     | VW Polo Sedan       | 19    | Егор Ганин            | 2    | 5    | 5    | 11   |      |      | 1    | 4    |      |      | 5    | 3    | Сход | 3    |     |      | 131        | 4     |
| 2019 | S1600-Юниор        | Гоночная академия Антона Захарова[5]     | VW Polo Sedan       | 33    | Артём Лякин           | 9    | 4    | 4    | 2    |      |      | 2    | Сход |      |      | ДСК  | ДСК  | 6    | 7    |     |      | 93         | 7     |
| 2020 |                    |                                          |                     |       |                       | СМО  | СМО  | ИГО  | ИГО  | КАЗ  | КАЗ  | МОС  | МОС  | СМО  | СМО  | НИЖ  | НИЖ  | ГРО  | ГРО  |     |      | Очки       | Место |
| 2020 | Туринг-Лайт        | B-Tuning Pro Racing Team                 | VW Polo R2 Mk5      | 83    | Андрей Севастьянов    | Сход | 8    | 6    | 9    | 9    | 5    | 3    | 6    | 3    | 5    | 10   | 10   | 9    | 8    |     |      | 125        | 6     |
| 2020 | Туринг-Лайт        | B-Tuning Pro Racing Team                 | VW Polo R2 Mk5      | 16    | Татьяна Елисеева      |      |      |      |      |      |      |      |      | 10   | 11   | 9    | 12   |      |      |     |      | 22         | 17    |
| 2020 | S1600              | B-Tuning Pro Racing Team                 | VW Polo Sedan       | 54    | Александр Буйлов      |      |      | 13   | Сход | 7    | 9    | Сход | 3    | 10   | 12   | НС   | НС   |      |      |     |      | 45         | 13    |
| 2020 | S1600-Юниор        | Гоночная академия Антона Захарова[5]     | VW Polo Sedan       | 19    | Егор Ганин            |      |      | 3    | 2    | Сход | 2    | 4    | 1    | 3    | 2    | 2    | 2    | 2    | 1    |     |      | 214        | 2     |
| 2020 | S1600-Юниор        | Гоночная академия Антона Захарова[5]     | VW Polo Sedan       | 7     | Дмитрий Галицын       |      |      | 4    | 5    | 5    | 5    | 6    | 4    |      |      |      |      |      |      |     |      | 69         | 8     |
| 2020 | S1600-Юниор        | Гоночная академия Антона Захарова[5]     | VW Polo Sedan       | 38    | Кирилл Захаров        |      |      |      |      |      |      |      |      | 6    | 6    | 6    | 7    | 4    | 6    |     |      | 62         | 10    |
| 2021 |                    |                                          |                     |       |                       | СМО  | СМО  | НИЖ  | НИЖ  | ИГО  | ИГО  | МОС  | МОС  | ГРО  | ГРО  | КАЗ  | КАЗ  | СОЧ  | СОЧ  |     |      | Очки       | Место |
| 2021 | Туринг-Лайт        | B-Tuning Pro Racing Team                 | VW Polo R2 Mk5      | 83    | Андрей Севастьянов    | Сход | 6    | 5    | 8    | 6    | 5    | 5    | 6    | 2    | 3    | 5    | 5    | 11   | 7    |     |      | 145        | 7     |
| 2021 | Туринг-Лайт        | B-Tuning Pro Racing Team                 | VW Polo R2 Mk5      | 38    | Кирилл Захаров        |      |      |      |      | 8    | Сход | Сход | Сход |      |      |      |      |      |      |     |      | 8          | 13    |
| 2021 | Туринг-Лайт        | B-Tuning Pro Racing Team                 | Hyundai Solaris     | 66    | Алексей Савин         |      |      |      |      |      |      |      |      | 6    | 2    | Сход | 9    | 2    | 9    |     |      | 89 (65)*   | 9     |
| 2021 | Национальный-Юниор | B-Tuning Pro Racing Team                 | VW Polo Sedan       | 19    | Константин Дубенский  |      |      |      |      |      |      | 7    | 7    | 4    | 5    |      |      |      |      |     |      | 42         | 7     |
| 2022 |                    |                                          |                     |       |                       | СМО  | СМО  | НИЖ  | НИЖ  | МОС  | МОС  | ИГО  | ИГО  | ГРО  | ГРО  |      |      |      |      |     |      | Очки       | Место |
| 2022 | Туринг-Лайт        | B-Tuning Pro Racing Team                 | VW Polo R2 Mk5      | 20    | Артемий Мельников     | Сход | 10   | 11   | Сход | 9    | Сход | 5    | НС   | 6    | 6    |      |      |      |      |     |      | 54         | 10    |
| Год  | Класс              | Команда                                  | Машина              | Номер | Гонщик                | 1    | 2    | 3    | 4    | 5    | 6    | 7    | 8    | 9    | 10   | 11   | 12   | 13   | 14   | 15  | 16   | Очки       | Место |
| 2023 |                    |                                          |                     |       |                       | СОЧ  | СОЧ  | КАЗ  | КАЗ  | ИГО  | ИГО  | НИЖ  | НИЖ  | АДМ  | АДМ  | МОС  | МОС  | ГРО  | ГРО  |     |      | Очки       | Место |
| 2023 | Туринг-Лайт        | B-Tuning Pro Racing Team                 | VW Polo R2 Mk5      | 20    | Артемий Мельников     | Сход | НС   |      |      | 2    | 12   | Сход | 10   | 7    | 6    | 13   | 9    |      |      |     |      | 64         | 13    |
| Год  | Класс              | Команда                                  | Машина              | Номер | Гонщик                | 1    | 2    | 3    | 4    | 5    | 6    | 7    | 8    | 9    | 10   | 11   | 12   | 13   | 14   | 15  | 16   | Очки       | Место |

1 Мика Сало участвовал вне зачёта, так как не имел российской гоночной лицензии.
2  Иван Костюков выступал за Академию ралли при технической поддержке B-Tuning.
3  Команда SMP Racing выступала при технической поддержке B-Tuning Pro Racing Team.
4  Команда SMP Power выступала при технической поддержке B-Tuning Pro Racing Team.
5  Команды Антона Захарова выступали при технической поддержке B-Tuning Pro Racing Team.
* — пилот в течение сезона выступал за разные команды, в таблице отображены только результаты этапов проведённых в составе B-Tuning, в скобках указано число очков набранных пилотом в составе B-Tuning из общего числа очков.

## Комментарии
1. 1 2 3 4 5 6 7 8 9 10 11 12 13 14 15 16  Все результаты соревнований по кольцевым автогонкам, проводившиеся под эгидой Российской автомобильной федерации (чемпионаты и кубки России) и описываемые в данной статье, опубликованы на сайте РАФ в соответствующем разделе[1].
2. 1 2  Все результаты соревнований по зимним трековым и ледовым гонкам, проводившимся под эгидой Российской автомобильной федерации (чемпионаты и кубки России) и описываемые в данной статье, опубликованы на сайте РАФ в соответствующем разделе[45].